# Сан Ривер Терас (Илиноис)
Сан Ривер Терас (енгл. Sun River Terrace) град је у америчкој савезној држави Илиноис.

## Демографија
По попису из 2010. године број становника је 528, што је 145 (37,9%) становника више него 2000. године.
| Група             | 2000.       | 2010.       |
| Белци             | 31 (8,1%)   | 37 (7,0%)   |
| Афроамериканци    | 338 (88,3%) | 457 (86,6%) |
| Азијати           | 0 (0,0%)    | 0 (0,0%)    |
| Хиспаноамериканци | 8 (2,1%)    | 26 (4,9%)   |
| Укупно            | 383         | 528         |